# Ахмед аль-Бахри
Ахме́д (Ахма́д) а́ль-Бахри́ (араб. أحمد البحري‎, англ. Ahmed (Ahmad) al-Bahri; 18 сентября 1980, Саудовская Аравия) — саудовский футболист, защитник. Выступал за сборную Саудовской Аравии, участник чемпионата мира 2006 года.

## Карьера

### Клубная
Профессиональную карьеру начал в 1998 году в клубе «Аль-Иттифак» из Даммама, за который играл до 2006 года, дважды выиграв за это время вместе с клубом Кубок Саудовской федерации футбола. В начале 2006 года перешёл в «Аль-Шабаб», в составе которого играл до конца года и завоевал вместе с командой звание чемпиона страны, однако, закрепиться в составе не смог, поэтому в конце 2006 года вернулся в «Аль-Иттифак», из которого затем перешёл в «Аль-Наср», за который играет по сей день, успев в 2008 году выиграть свой 3-й в карьере Кубок Саудовской федерации футбола.

### В сборной
В составе главной национальной сборной Саудовской Аравии выступает с 2005 года. Участник чемпионата мира 2006 года. В 2007 году дошёл вместе с командой до финала Кубка Азии, в котором, однако, саудовцы уступили сборной Ирака со счётом 0:1.

## Достижения

### Командные
Финалист Кубка Азии: (1)
- 2007

Чемпион Саудовской Аравии: (1)
- 2005/06

Обладатель Кубка принца Фейсала: (3)
- 2002/03, 2003/04, 2007/08